# Bärbel Broschat
Bärbel Broschat, nata Klepp (2 novembre 1957), è un'ex ostacolista tedesca.

## Palmarès

### Mondiali
- 1 medaglia:
  - 1 oro (Sittard 1980 nei 400 metri ostacoli)